# El Príncipe 2
El Príncipe 2 es el cuarto álbum de estudio del cantante puertorriqueño Cosculluela. Fue publicado el 14 de diciembre de 2023 bajo el sello discográfico Rottweilas Inc. y distribuido por ONErpm. Cuenta con las colaboraciones de Amarion, Chencho Corleone, Elio Mafiaboy, Luar la L, Nicky Jam, Ozuna, Tego Calderón y Zion.

## Contexto
El nombre del proyecto es en forma de secuela del primer álbum lanzado en 2009 por Cosculluela, El Príncipe. A lo largo de todo 2023, anterior al álbum, el puertorriqueño había lanzado únicamente solo dos sencillos, los cuales son tiraeras para Residente.

## Lanzamiento y recepción
En la noche del 14 de diciembre, el rapero publicó el álbum que contó con 20 sencillos. El álbum mostró una unión de generaciones en los artistas, en los que el rapero incluyó a precursores del reguetón como Tego Calderón y Nicky Jam, y también a artistas jóvenes como Luar la L. En total, a estas colaboraciones se sumaron Ozuna, Chencho Corleone, Zion, Elio Mafiaboy y Amarion.
En su publicación el álbum ingresó al top 100 de España. El Príncipe 2 superó las 50 millones de reproducciones en Spotify posicionándose por detrás de El niño. El sencillo más reproducido del álbum es «Pa' la próxima», junto a Chencho Corleone que logró más de 11 millones.

## Lista de canciones
| El Príncipe 2 |                                         |          |  |
| N.º           | Título                                  | Duración |  |
| 1.            | «TLD»                                   | 3:59     |  |
| 2.            | «Una nota» (con Nicky Jam)              | 3:36     |  |
| 3.            | «Si o si»                               | 3:56     |  |
| 4.            | «Ese kbrn» (con Ozuna)                  | 3:59     |  |
| 5.            | «G&S»                                   | 2:44     |  |
| 6.            | «Pa' la próxima» (con Chencho Corleone) | 3:49     |  |
| 7.            | «Les Ninnos»                            | 3:41     |  |
| 8.            | «Oxi»                                   | 5:32     |  |
| 9.            | «M3X7»                                  | 3:26     |  |
| 10.           | «Hoy te olvido» (con Zion)              | 4:35     |  |
| 11.           | «Ce-Piyar» (con Elio Mafiaboy)          | 4:28     |  |
| 12.           | «Poderoso»                              | 3:16     |  |
| 13.           | «Los Busco»                             | 4:26     |  |
| 14.           | «Encendia»                              | 3:26     |  |
| 15.           | «Mi pistola» (con Luar La L)            | 4:21     |  |
| 16.           | «Draco New»                             | 3:11     |  |
| 17.           | «Pa ti»                                 | 3:10     |  |
| 18.           | «Duki» (con Amarion)                    | 3:11     |  |
| 19.           | «Chambean» (con Tego Calderón)          | 3:12     |  |
| 1:13:00       |                                         |          |  |